# Doane’s Falls
Doane’s Falls (offiziell Doane Falls bzw. Doanes Falls) ist ein fünfstufiger Wasserfall im gleichnamigen, 46 Acres (18,6 ha) großen Naturschutzgebiet bei der Stadt Royalston im Bundesstaat Massachusetts der Vereinigten Staaten. Das Schutzgebiet wird von der Organisation The Trustees of Reservations verwaltet.

## Geschichte
Amos Doane, nach dem das Schutzgebiet heute benannt ist, besaß im frühen 19. Jahrhundert einige Grundstücke im Zentrum von Royalston, das damals ein wichtiger und stetig wachsender Industriestandort war. Doane errichtete über dem Wasserfall ein L-förmiges Sägewerk, das vier Stockwerke aufragte und 50 ft (15,2 m) lang war, und produzierte dort Türen, Fensterrahmen und Fensterläden. Obwohl vorherige Unternehmungen an diesem Standort sehr erfolgreich waren, musste Doane das Geschäft nach einiger Zeit aufgeben.
1959 konnten die Trustees die ersten Teilstücke erwerben, weitere Käufe folgten 1975, 1984 und 1992.

## Schutzgebiet
Die Wasserfälle führen den Lawrence Brook, einen Nebenfluss des Millers River, in den weiter südlich gelegenen Tully Lake. Zu beiden Seiten des Flusses führt ein Fußweg entlang, der gute Aussichtspunkte auf die Wasserfälle bietet. Am Oberlauf befindet sich die 14 Acres (5,7 ha) große Lichtung Coddings Meadow, von wo aus der Fluss als noch sehr ruhig fließender Wasserlauf beobachtet werden kann. Dort ist es auch möglich, den Fluss mittels Kanu oder Kayak zu befahren. Weiter flussaufwärts ist in einem Sumpfgebiet mit Rot-Ahornen vom Boot aus ein großer Biberdamm zu sehen.
Durch das Schutzgebiet führt ein etwa 0,5 mi (0,8 km) langer Fußweg, der Teil des Rundwanderwegs Tully Trail ist und mit Jacobs Hill und Royalston Falls weitere nahegelegene Schutzgebiete der Trustees anbindet. Am See befindet sich zudem der von den Trustees verwaltete Campingplatz Tully Lake Campground. Eine 0,75 mi (1,2 km) lange Waldstraße führt zur Coddings Meadow.